# سارگاسوم
سارگاسوم (نام علمی: Sargassum) نام یک سرده از رده جلبک قهوه‌ای است. سارگاسوم به وفور در خلیج فارس یافت می‌شود.
سارگاسوم دارای شاخه‌های استوانه‌ای منشعب و انبوه می‌باشد. این شاخه‌ها از یک محور کوچک به تمامی جهت‌ها گسترده هستند.
شاخ‌های جلبک سارگاسوم به وسیله برآمدگی‌های برگ مانندی احاطه شده که این برآمدگی‌ها در آب شناور هستند.
سرده سارگاسوم گروه بزرگی از جلبک‌ها است که شمار گونه‌های آن به بیش از ۲۵۰ می‌رسد. گونه‌های مختلف سارگاسوم می‌توانند به پهنه‌های شناور بزرگی از جلبک‌ها تبدیل شوند که در آن پهنه‌ها بسیاری از جانداران خانه می‌گزینند. این حوزه‌های شناور برای حیوانات مختلف مانند لاک‌پشت‌های دریایی جوان و بادکنک‌ماهیان نقش پرورشگاه را دارند. برخی گونه‌های سارگاسوم برای استخراج اتانول در صنایع زیستی استفاده می‌شود.